# Коялович, Борис Михайлович
Борис Михайлович Коялович (1867, Санкт-Петербург — 1941, Ленинград) — русский и советский математик, метролог, шахматист. Сын историка М. О. Кояловича. Член Санкт-Петербургского математического общества.

## Биография
Борис Коялович родился 2 (14) мая 1867 год в Санкт-Петербурге. Отец — известный русский историк, политический публицист и издатель Михаил Осипович Коялович. В 1885 году Борис Коялович окончил с золотой медалью шестую Санкт-Петербургскую гимназию и поступил на физико-математический факультет Санкт-Петербургского университета. В 1889 году окончил университет с дипломом первой степени, занимался теорией дифференциальных уравнений. Его учителями были А. Н. Коркин и А. А. Марков. В 1890 году был принят в Санкт-Петербургское математическое общество. В 1891 году сдал магистерский экзамен, в 1894 году защитил магистерскую диссертацию «Исследования о дифференциальном уравнении ydy — ydx = Rdx», в 1902 году — докторскую диссертацию «Об одном уравнении с частными производными четвёртого порядка». С 1893 года преподавал в Технологическом институте (с 1900 года — адъюнкт-профессор, с 1903 года — профессор). С 1896 по 1906 год читал на физико-математическом факультете Санкт-Петербургского университета курс теории дифференциальных уравнений в частных производных. С 1903 года — член Учебного комитета Министерства народного просвещения. Участвовал в работе Международной комиссии по реформе преподавания математики. Опубликовал в Журнале министерства народного просвещения до 70 рецензий, преимущественно, на школьные учебники. С 1925 по 1938 год работал в Главной палате мер и весов. В 1927 году работал в Пермском университете. Преподавал в Ленинградском Политехническом и Технологическом институтах, на Высших женских курсах. В 1928 году ему было присвоено звание заслуженного работника науки.
В свободное от науки время Борис Коялович увлекался игрой в шахматы. Играл как за доской, так и по переписке. Занимал призовые места на шахматных турнирах. В 1912 году на турнире Петербургского шахматного собрания выиграл у будущего чемпиона мира А. А. Алехина. В 1921 году Коялович был избран председателем Петроградского шахматного собрания. В 1937 году организовал матч между учёными Москвы и Ленинграда.
Борис Коялович скончался 29 декабря 1941 года в блокадном Ленинграде.

## Сочинения
- Теория вероятностей. Лекции, читанные в СПБ ин-те в 1892-93 уч. году. СПБ, лит. Ф. Кремера, 1893
- Исследования о дифференциальном уравнении ydy-ydx= Rdx. СПБ, тип. АН, 1894.
- Лекции по аналитической геометрии (в пространстве). СПБ, лит. А. Иконникова, 1895.
- Лекции по математике (высшая алгебра), читанные на 1 курсе технол. Ин-та проф. Б. М. Кояловичем в 1900-01 уч. Году. СПБ, лит. Я. Кровицкого, 1901.
- Об одном уравнении с частными производными четвёртого порядка. СПБ, тип. АН, 1902
- Записки по дифференциальному исчислению. Курс. Доп. Кл. Константиновского арт. Училища. СПБ, лит. Константиновского арт. Училища, 1903.
- Теория дифференциальных уравнений. СПБ, изд. Мл. класса Академии, 1908
- Интегральное исчисление. СПБ, типо-лит. И. А. Трофимова, 1909.
- Конспект курса аналитической механики. СПБ, типо-лит. И. А. Трофимова, 1909.
- Аналитическая геометрия. Пб, Academia, 1922

## Семья
Был женат на Вере Семёновне Михельсон (1870—?). Их дочери:
- Елена Борисовна Веселаго (1895—1987) — филолог, доцент кафедры древних языков исторического факультета МГУ[8][9], мать известного физика Виктора Георгиевича Веселаго;
- Татьяна Борисовна Дубяго (1897[10]—1959) — ландшафтный архитектор, педагог, специалист в области садово-паркового искусства, доктор архитектуры[11];
- Мария Борисовна Захарьевская (1899[12]—?), жена инженера-гидростроителя Вячеслава Алексеевича Захарьевского (1893—1983)[8][13]
- Наталья Борисовна Шмидт(?) (1901[14]—?)[8]